# Betty Zanolli Fabila
Betty Luisa Zanolli Fabila (Ciudad de México, 1965) es una pianista y catedrática mexicana. Es hija del compositor italo-mexicano Uberto Zanolli y la soprano mexicana Betty Fabila.

## Primeros años
Como pianista y docente, se especializó en Educación Escolástica en el Conservatorio Nacional de Música (CNM). Obtuvo el doctorado en Historia por su tesis, La profesionalización de la educación musical en México: Conservatorio Nacional de Música (1866-1997). Se convirtió en abogada, a través de su tesis El derecho de autor en materia musical en México (1813-2004). Estudió Etnohistoria (ENAH), así como la Ley de Propiedad Intelectual (UNAM).

## Carrera
En 1984 se convirtió en catedrática de la Escuela Nacional Preparatoria. En 1987 comenzó a enseñar en el CNM Historia de la Música, Historia del Arte, Piano, Técnicas de Investigación y Ciencias de la Educación. En la Escuela Nacional de Música (UNAM) es profesora de Historia de la Música Mexicana así como en la Facultad de Derecho (UNAM), donde imparte estudios profesionales, postgrados y universidad abierta, en materias como Derecho Comparado, Técnicas de Investigación Jurídica, Introducción al Derecho Civil y Penal, Bienes e Historia del Derecho Mexicano. Colaboró en funciones académico-administrativas para el mejoramiento de la educación en la UNAM y ha sido docente de la Facultad de Filosofía y Letras de la UNAM y de la Escuela Nacional de Antropología e Historia.
En el campo de la interpretación musical se dedica a la difusión de la obra pianística de compositores mexicanos de los siglos XIX y XX y la influencia cultural y artística de Uberto Zanolli. En 1996 el Consejo Nacional para la Cultura y las Artes le brindó apoyo económico para publicar el trabajo musicológico que Uberto Zanolli realizó sobre la Pensieri Adriarmonici de Giacomo Facco.
Zanolli Fabila fue piano solista de la Orquesta de Cámara del NPS (1984-1994).
Se convirtió en coordinadora online y asesora legal de Universe of The Owl Magazine, de la que fue cofundadora.
En 2006 se convirtió en Secretaria Administrativa de NSM (NAUM).
Es la editora de la revista internacional Conservatorianos.